# 意大利駐香港總領事館
意大利共和國駐香港總領事館（義大利語：Consolato Generale de Repubblica d'Italia a Hong Kong）是意大利共和國派駐香港的最高級別外交代表機構，為意大利在華開設的5座使領館之一，總領事館的管轄區範圍包括香港及澳門。
總領事館的辦公室位於香港香港島灣仔港灣道18號中環廣場32樓3201室。

## 外部連結
- 意大利駐香港總領事館 （页面存档备份，存于）